# Андреј Миронов
Андреј Андрејевич Миронов (рус. Андре́й Андре́евич Миро́нов; Москва, 29. јул 1994) професионални је руски хокејаш на леду који игра на позицији одбрамбеног играча. 
Професионалну играчку каријеру започео је у редовима КХЛ лигаша Динама из Москве у чијем дресу наступа од сезоне 2012/13. Исте сезоне освојио је и трофеј Гагариновог купа. 
У КХЛ лиги дебитовао је 6. септембра 2012. на утакмици против Бариса из Астане, и на тој утакмици одиграо је укупно 9 минута и 27 секунди. Први погодак постигао је 8. марта наредне године против екипе ЦСКА. 
Играо је за све млађе репрезентативне селекције Русије, а деби у сениорској репрезентацији остварио је на Светском првенству 2015. године. 